# Le Pin (Allier)
Pin – miejscowość i gmina we Francji, w regionie Owernia-Rodan-Alpy, w departamencie Allier.

## Demografia
Według danych na rok 1999 gminę zamieszkiwały 381 osoby, a gęstość zaludnienia wynosiła 17 osób/km². W styczniu 2015 r. Pin zamieszkiwało 414 osób, przy gęstości zaludnienia wynoszącej 19 osób/km².